# Barbara Lissarrague
Barbara Lissarrague (geboren am 19. Juli 1966 in Genf) ist eine französisch-schweizerische Weltmeisterin im Distanzreiten, Züchterin und Trainerin.

## Laufbahn
Barbara Lissarrague wurde Genf geboren, lebt aber in Frankreich. 2003 erhielt sie die französische Staatsbürgerschaft und startete für Frankreich. Sie wurde Mitglied der französischen National-Equipe im Distanzreiten.
2003 hatte sie ihren ersten großen internationalen Erfolg, als sie bei den Europameisterschaften im irischen Punchestown auf der Schimmelstute Georgat mit der französischen Equipe zusammen mit Emilie Lambert auf Gourbi und Sunny Demedy auf Haoussa Larzac die Europameisterschaft gewann.
2005 gewann sie bei den Europameisterschaften in Compiègne auf der Schimmelstute Persiah mit der Equipe zusammen mit Celine Just auf Nabath und Jean Marie Ollivier auf Hantares Armor die Silbermedaille.
Im selben Jahr wurde sie mit ihrer Stute Georgat in Dubai Weltmeisterin.
Seit 2014 startet Barbara Lissarrague wieder für ihr Geburtsland Schweiz. Bei den Weltreiterspielen 2014 in der Normandie, gewann sie mit der elf Jahre alten Stute Preume de Paute unter schwierigen Bedingungen in der Equipe zusammen mit Sonja Fritschi und Andrea Amacher die Bronzemedaille. Im Einzelklassement erreichte das Paar den vierten Rang.
2022 erreichte sie mit Sakhr de Bozouls beim CEI3* (140 km) im französischen Compiègne den vierten Rang.

## Leben
Barbara Lissarrague ist verheiratet mit Christian Lissarrague, der 2008 im Distanzreiten für Frankreich bei den Weltmeisterschaften in Compiègne in Einzel den 4. Platz erreichte.
Das Paar hat zwei Töchter, Nina (* 1993) und Zoe (* 1996), die ebenfalls im Distanzsport aktiv sind.
Nina Lissarrague gewann bei den Weltmeisterschaften 2012 in Abu Dhabi mit der französischen Equipe die Silbermedaille. Seit 2019 startet sie für die Schweiz.
Zoe Lissarrague vertritt Frankreich im Distanzreiten. 2021 erreichte sie bei CEI2* (120 km) im französischen Plougonven den vierten Platz.
Barbara Lissarrague betreibt in Frankreich die Ecurie Lissarrague in La Bassanne in der Gironde. Sie züchtet und handelt mit Distanzpferden. Sie arbeitet als Trainerin und bietet Reittourismus an.